# Masters of the World: Geo-Political Simulator 3
Masters of the World — третя частина гри в лінійці Geopolitical Simulator, в якій гравець виступає в ролі президента держави. В обов'язки гравця входить як розв'язання економічних проблем, так і соціальних та військових. У режимі  однокористувацької гри можна вибрати вільну гру і розвивати країну за власним бажанням або ж вибрати готовий сценарій, з певними завданнями. У режимі  Багатокористувацької гри нахил робиться на військову стратегію, де все вирішують військові дії.

## Нововведення та покращення
- Режим вибору декількох країн: гравець може керувати кількома країнами одночасно і змінювати долю світу, розробляючи різні стратегії
- Нова більш деталізована карта з докладними культурними зонами, різними типами лісів (широколистяними, сосновими, тропічними, саванних), річками, містами, залізницями, нафто- та газопроводами, портами і аеропортами (з управлінням рейсів), нафтовими танкерами, контейнеровозами, і багатьом іншим.
- Поглиблене управління боргом, у тому числі втручання рейтингових агентств, процентна ставка, переговори з міжнародними кредиторами, можливість подати прохання на отримання кредиту від МВФ чи ЄС
- Нові закони: націоналізація/приватизація господарських підприємств, ціни на товари, зарплата глави держави. Заохочення самогубств за допомогою лікарів (евтаназія), підтримка одностатевих шлюбів, абортів, споживання наркотиків, проституції, права іноземних громадян голосувати на місцевих виборах.
- Гравці можуть створювати свої міжнародні організації та визначати їх тип (зона вільної торгівлі, валютний союз, військово-політичні організації, країни-експортери), бюджет, географічні області, підзаконні акти (система голосування, зустріч з главами держав, загальна політична ідеологія…)
- ТВ-виступи: адміністрація президента може виправдати непопулярні пропозиції і заспокоїти людей з трибуни ООН, під час подорожі по країні, задіюючи засоби масової інформації.
- Нові будівельні проєкти: розміщення трубопровідних мереж між країнами для транспортування нафти і газу, високошвидкісні лінії електропоїздів, портові центри та аеропорти з цивільною авіацією, туризм та вантажні перевезення.
- Нові сценарії: «Порятунок Греції» та ін.
- Режим Світової симуляції доступний в мультиплеєрі.
- Нові ігрові налаштування: рівень терористичної діяльності даної організації, ймовірність природних і техногенних катастроф, реакція людей на непопулярні рішення свого правителя, імовірність війни і рівень схвалення їх народом (у всьому світі або в обраній країні)
- Інтегрована допомога в особі професора геополітики, який пояснює основи політики, економіки, розвідки, попереджає гравця про проблеми, а також дає деякі політичні та економічні поради і рекомендації.
- Дерево технологій, інтегроване в дисплей, що відображає технологічні відкриття та шляхи досліджень.
- Система оцінок при підписанні економічних контрактів.
- Докладні результати виборів і опитувань.
- Можливість групувати кілька законопроєктів в комплексну реформу.
- Можливість проведення референдумів.
- Поліпшені диверсійні загони.
- Підтримка Вікіпедії для кожного з законів.
- Оновлена база даних станом на 1 січня 2013 року.
- Оновлені особи глав держав.
- Нові організації: BRIC, ГУАМ, Організація Ісламського співробітництва, Боліваріанський Союз…
- Нові керовані країни: Південний Судан, Люксембург, Мальта, Сингапур, Мальдіви, Кабо-Верде, Соломонові Острови, Коморські острови, Тринідад і Тобаго та Барбадос.